# Aloe dawei
Aloe dawei é uma espécie de liliopsida do gênero Aloe, pertencente à família Asphodelaceae.